# Mesorhizobium mediterraneum
Espèce
Mesorhizobium mediterraneum est une espèce de bactéries de la famille des Phyllobacteriaceae, formant des nodosités sur les racines de Pois chiche.

## Description
Ce sont des bacilles à Gram négatif, aérobies, non sporulantes. Les colonies sur gélose extrait de levure-mannitol sont convexes, opaques et de 2 mm de diamètre en quatre à cinq jours lorsque les cultures sont incubées à 28°C. Les caractéristiques suivantes distinguent cette espèce : la séquence totale de l'ARNr 16S, le données de parenté ADN-ADN, les données d'électrophorèse multi-enzymatique, et le polymorphisme de l'ADNr 16S IGS. Deux souches représentatives de l'espèce, UPM-Ca36T et UPM-Cal42, ont une température maximale de croissance de 40°C, sont capables de croître sur des milieux minima, tolèrent 2% (poids/volume) de NaCl, et croissent à pH 9,5. Les caractéristiques qui différencient UPM-Ca36T et UPM-Cal42 de Mesorhizobium  ciceri sont leur incapacité à croître à pH 10 et 5, leur sensibilité à la carbénicilline, et leur résistance au chloramphénicol, à l'acide nalidixique et au triméthoprime-sulfaméthoxazole. La souche UPM-Ca36, qui a été isolée de pois chiches nodulés cultivés en Espagne, est la souche type. 

## Systématique
Le nom correct complet (avec auteur) de ce taxon est Mesorhizobium mediterraneum (Nour et al. 1995) Jarvis et al. 1997. L'épithète spécifique mediterraneum signifie « de Méditerranée ». L'espèce a été initialement décrite en 1995 dans le genre Rhizobium, sous le basionyme Rhizobium mediterraneum Nour et al. 1995. Elle a été déplacée deux ans plus tard dans le nouveau genre Mesorhizobium.

## Utilisation
Mesorhizobium mediterraneum et M. ciceri sont les deux principales espèces formant des nodosités avec le Pois chiche (Cicer arietinum). À la suite d'une inoculation de M. mediterraneuma dans le sol additionné de phosphates insolubles, la teneur en phosphore, la matière sèche, l'azote, le potassium, le calcium et le magnésium contenus dans des plants de Pois chiche et d'Orge augmentent significativement. Ces bactéries peuvent donc augmenter la croissance des plantes au moyen d'autres mécanismes que la fixation de l'azote, par exemple la solubilisation du phosphate.